# L'Héritage (film, 1935)
Pour les articles homonymes, voir L'Héritage.
Pour plus de détails, voir Fiche technique et Distribution.
L'Héritage (titre original Das Erbe) est un film de propagande allemand (Kulturfilm) d'une durée de 12 minutes, réalisé par Carl C. Hartmann, écrit par Walter Lüddeke et produit par Harold Mayer sorti en 1935, sous le Troisième Reich, sur la stérilisation.